# Vaajakoski-Jyskä
Vaajakoski-Jyskä est un  district de Jyväskylä en Finlande.

## Description
Vaajakoski-Jyskä comprend les quartiers suivants: Sulunperä, Jyskä, Väinölä, Haapaniemi, Vaajakoski, Kaunisharju, Tölskä, Kanavuori, Hupeli, Laajaranta, Oravasaari, Pohjola, Pitkäjärvi, Leppälahti et Mehtovuori.

## Lieux et monuments

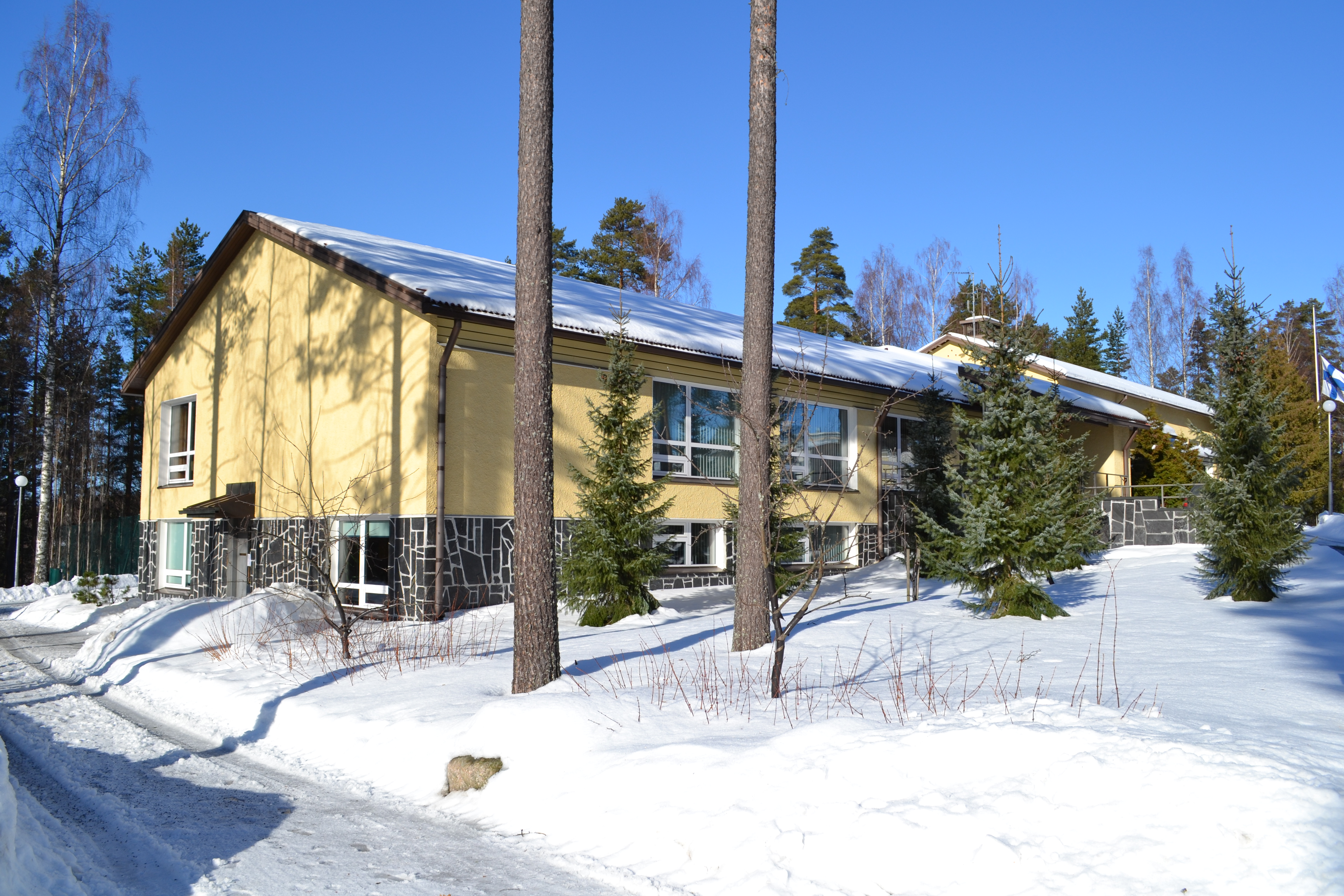
Église de Vaajakoski.
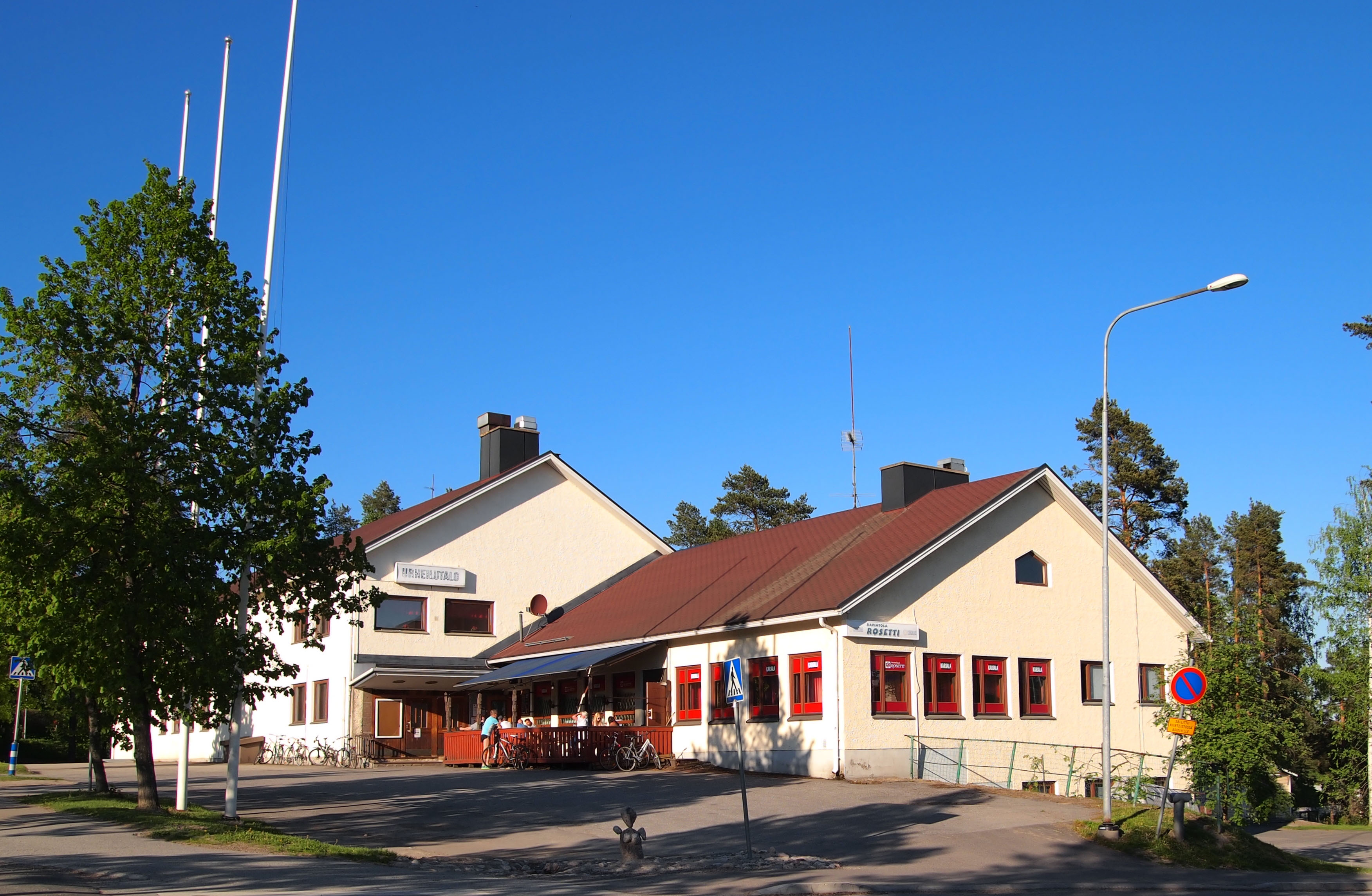
Restaurant Rosetti.

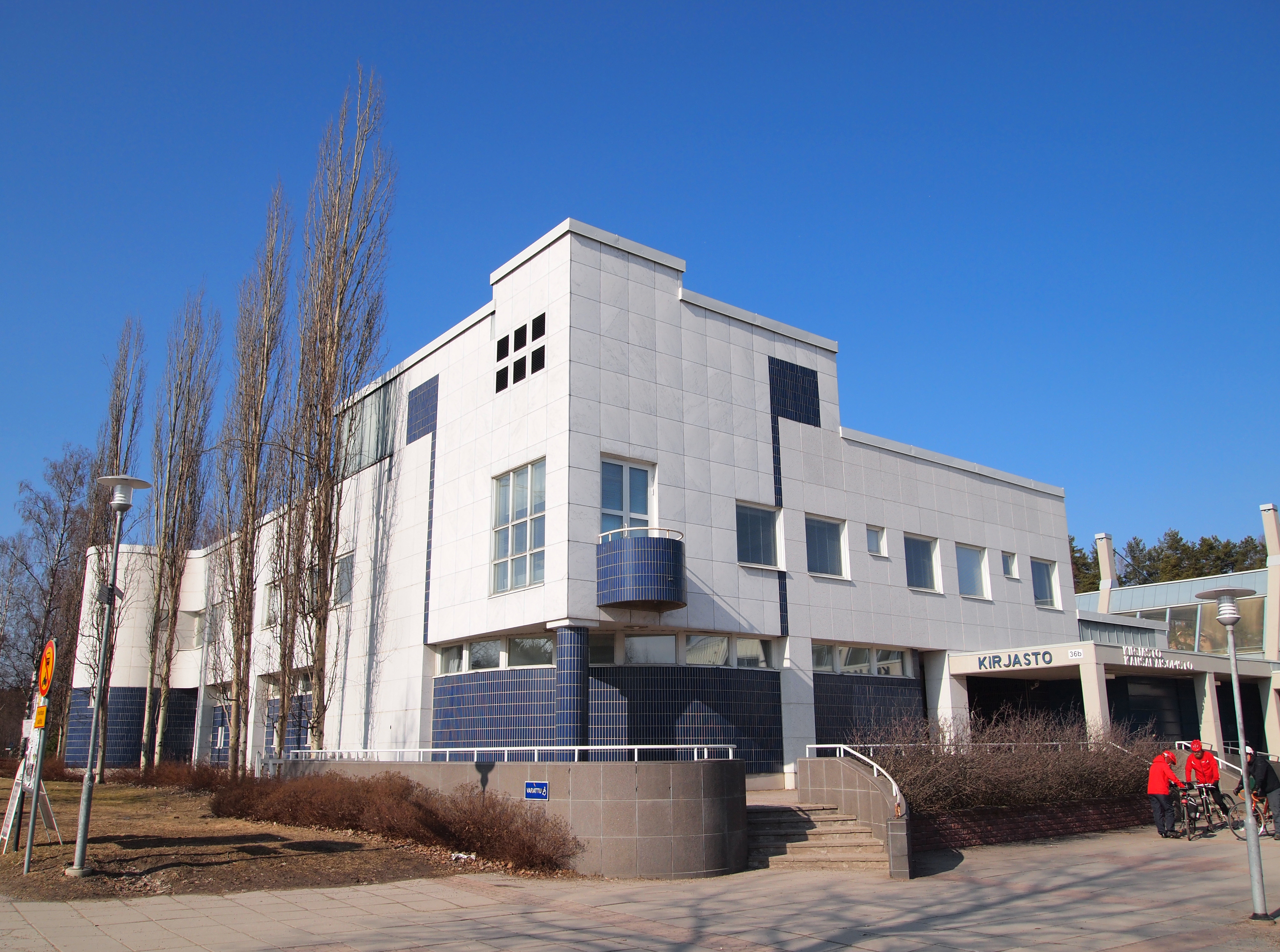
Bibliothèque de Vaajakoski.
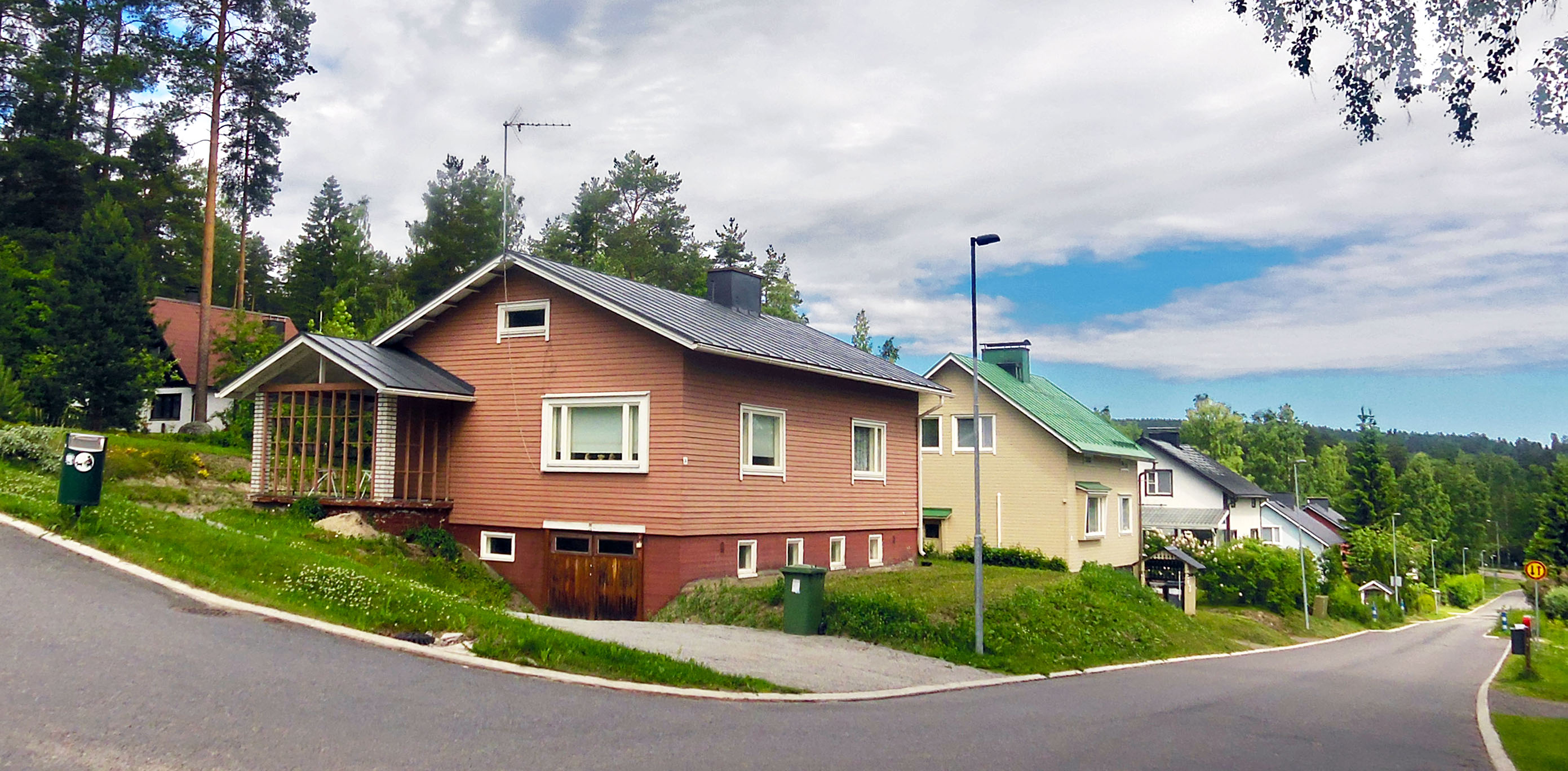
Rue Haapa-Heikintie.